# 伊鲁瓦斯大桥
伊鲁瓦斯大桥（法語：Pont de l'Iroise，法語發音：[pɔ̃ də liʁwaz]）是法国布列塔尼大區菲尼斯泰尔省的一座公路斜拉桥，位于布雷斯特以东约7（4.3英里），跨越埃洛恩河，连接北岸的勒勒莱克-凯吕翁与南岸的普卢加斯泰勒-达乌拉斯，是欧洲E60公路和法国165国道（未来法国A82高速公路）共用的过河通道。
大桥主桥为双塔单索面混凝土斜拉桥，主跨400（1,300英尺），在法国的斜拉桥主跨长度中排名第三，位居诺曼底大桥和圣纳泽尔大桥之后、米约高架桥之前。大桥得名于布雷斯特湾开口外的伊鲁瓦斯海。
为了防止车速过快而引发交通事故，大桥安装了雷达测速仪，对开往布雷斯特方向的车辆限速90千米/小时。

## 概况
大桥于1991年开始兴建，1994年建成，由德马蒂厄-巴尔、拉泽尔、皮科（Pico）等集团公司承建。它的建成取代了临近的普卢加斯泰勒大桥（又称阿尔贝·卢普大桥），后者现在仅供非机动车及行人通行。
大桥的建筑师由勒内·勒弗里昂（René Le Friant）和勒内·泰尔齐昂（René Terzian）担任，结构师由阿兰·肖万（Alain Chauvin）担任，工程设计由法国道路与高速公路技术研究所、索热莱格（Sogelerg）及设计师米歇尔·普拉西迪来承担。
大桥总重达26,500吨，中跨采用轻质预应力混凝土，其余部分及桥塔均采用超高性能混凝土（UHPC）。主跨采用悬臂法施工，长400（1,300英尺），是当时世界上主跨最长的单索面混凝土斜拉桥。钢制斜拉索从两座桥塔直接连接主桥桥面，跨距布置为：200+400+200米。
大桥于1994年7月12日，由时任法国总理爱德华·巴拉迪尔宣布开通，当时的勒勒莱克-凯吕翁市长朱利安·凯雷（Julien Querré）也参加了典礼。工程总造价2.64亿法国法郎（1994年价格）。
主要建筑材料：
- 混凝土：18,500立方米
- 模板：54,400平方米
- 钢筋：2,900吨
- 预应力钢材：470吨
- 钢斜拉索：740吨